# Vera Lapko
Vera Valeryevna Lapko (en russe : Вера Валер'еўна Лапко), née le 29 septembre 1998 à Minsk (Biélorussie), est une joueuse de tennis biélorusse, professionnelle sur le Circuit WTA depuis 2015.

## Carrière
En 2014, Vera Lapko fait ses premiers pas au niveau ITF à Antalya où elle passe les qualifications mais perd au premier tour face Lina Gjorcheska. Elle atteint les demi-finales à Minsk en juin et les quarts en novembre.
En 2015, elle remporte son premier tournoi ITF à Charm El Cheikh en Égypte face à la tchèque Marketa Vondrousova 7-5 6-3. Elle enchaîne ensuite sur deux demi-finales dans la même ville. En fin d’année, elle atteint le même stade à Minsk. Elle accède aux demi-finales en simple au tournoi junior de Wimbledon et la finale en double avec Tereza Mihalíková. 
En 2016, elle remporte l'Open d'Australie contre cette dernière.  La même année elle atteint la finale dans sa ville natale Minsk et obtient son second titre ITF à Astana. A Guangzhou, au niveau WTA, elle se hisse en finale du double dame avec Olga Govortsova. 
En 2017, elle perd en demi-finale de l’ITF d’Istanbul mais elle émerge progressivement, réussissant à se faire sélectionner dans l’équipe biélorusse de Fed Cup et tentant ses premières participations en qualification de Grand Chelem. Elle atteint la finale de l’ITF Stare Splavy et Lexington. Elle multiplie les succès en double et remporte en simple Landisville, Clermont-Ferrand. Elle atteint les quarts de finale au Premier de Moscou. Depuis, elle fait moins d’ITF et augmente sa participation en WTA.
En avril 2018, Vera Lapko se propulse en demi-finale du tournoi International de Lugano éliminant respectivement Anett Kontaveit, Danka Kovinic, Kirsten Flipkens mais s’incline face à Elise Mertens 1-6 6-4 4-6. Forte de cette performance, elle s’adjuge les tournois ITF de Khimki et Saint-Gaudens. Elle remporte sa première victoire dans le tableau principal d’un Grand Chelem à Wimbledon face à Christina McHale 5-7 7-5 7-5. Elle atteint également le second tour à l’Us Open. Elle poursuit avec des quarts de finale à Guangzhou, Tachkent et Luxembourg. Elle intègre enfin d’année le top 100 WTA.
En 2019, elle réaccède aux quarts de finale de Lugano. Elle obtient jusqu’alors son meilleur classement WTA avec une 60e place.

## Palmarès

### Titre en double dames
Aucun

### Finales en double dames
| No | Date       | Nom et lieu du tournoi                         | Catégorie | Dotation  | Surface      | Vainqueures                      | Partenaire      | Score            |          |
| -- | ---------- | ---------------------------------------------- | --------- | --------- | ------------ | -------------------------------- | --------------- | ---------------- | -------- |
| 1  | 19-09-2016 | Guangzhou International Women's Open Guangzhou | Intern'l  | 250 000 $ | Dur (ext.)   | Asia Muhammad Peng Shuai         | Olga Govortsova | 6-2, 7-63        | Parcours |
| 2  | 09-04-2018 | Samsung Open presented by Cornèr Lugano        | Intern'l  | 250 000 $ | Terre (ext.) | Kirsten Flipkens Elise Mertens   | Aryna Sabalenka | 6-1, 6-3         | Parcours |
| 3  | 17-09-2018 | Guangzhou Open Guangzhou                       | Intern'l  | 226 750 $ | Dur (ext.)   | Monique Adamczak Jessica Moore   | Danka Kovinić   | 4-6, 7-5, [10-4] | Parcours |
| 4  | 15-10-2018 | BGL BNP Paribas Luxembourg Open Luxembourg     | Intern'l  | 226 750 $ | Dur (int.)   | Greet Minnen Alison Van Uytvanck | Mandy Minella   | 7-6, 6-2         | Tableau  |

## Parcours en Grand Chelem

### En simple dames
| Année | Open d'Australie | Open d'Australie | Internationaux de France | Internationaux de France | Wimbledon       | Wimbledon    | US Open        | US Open           |
| ----- | ---------------- | ---------------- | ------------------------ | ------------------------ | --------------- | ------------ | -------------- | ----------------- |
| 2017  | Q2               | Ons Jabeur       | —                        | —                        | —               | —            | Q2             | Tereza Martincová |
| 2018  | Q2               | Stefanie Vögele  | Q1                       | Bianca Andreescu         | 2e tour (1/32)  | Julia Görges | 2e tour (1/32) | Elise Mertens     |
| 2019  | 1er tour (1/64)  | Johanna Larsson  | 1er tour (1/64)          | Diane Parry              | 1er tour (1/64) | Wang Qiang   | —              | —                 |
| 2020  | —                | —                | —                        | —                        | Annulé          | Annulé       | 2e tour (1/32) | Yulia Putintseva  |

N.B. : à droite du résultat se trouve le nom de l'ultime adversaire.

### En double dames
| Année | Open d'Australie           | Open d'Australie  | Internationaux de France   | Internationaux de France | Wimbledon                 | Wimbledon       | US Open                  | US Open          |
| ----- | -------------------------- | ----------------- | -------------------------- | ------------------------ | ------------------------- | --------------- | ------------------------ | ---------------- |
| 2018  | —                          | —                 | 1er tour (1/32) Olaru      | Krejčíková Siniaková     | 1er tour (1/32) Gavrilova | Begu Buzărnescu | 1er tour (1/32) Guarachi | Gibbs Santamaria |
| 2019  | 1er tour (1/32) Duan       | Cîrstea Ostapenko | —                          | —                        | —                         | —               | —                        | —                |
| 2020  | —                          | —                 | 1er tour (1/32) Yastremska | Muhammad Pegula          | Annulé                    | Annulé          | —                        | —                |
| 2021  | 2e tour (1/16) Vondroušová | Melichar Schuurs  | —                          | —                        | —                         | —               | —                        | —                |

N.B. : le nom de la partenaire se trouve sous le résultat ; le nom des ultimes adversaires se trouve à droite.

## Parcours en «Premier Mandatory» et «Premier 5»
Découlant d'une réforme du circuit WTA inaugurée en 2009, les tournois WTA « Premier Mandatory » et « Premier 5 » constituent les catégories d'épreuves les plus prestigieuses, après les quatre levées du Grand Chelem.

### En simple dames
| Année |              | Premier Mandatory           | Premier Mandatory         | Premier Mandatory | Premier Mandatory |       | Premier 5                   | Premier 5                   | Premier 5  | Premier 5 | Premier 5 | Premier 5 | Premier 5 |
| Année | Indian Wells | Miami                       | Madrid                    | Pékin             | Dubaï             | Dubaï | Rome                        | Canada                      | Cincinnati | Wuhan     | Wuhan     |           |           |
| Année | Indian Wells | Miami                       | Madrid                    | Pékin             | Dubaï             | Dubaï | Rome                        | Canada                      | Cincinnati | Wuhan     | Wuhan     |           |           |
| Année | Indian Wells | Miami                       | Madrid                    | Pékin             | Dubaï             | Dubaï | Rome                        | Canada                      | Cincinnati | Wuhan     | Wuhan     |           |           |
| 2019  |              | 1er tour (1/64) V. Azarenka | 1er tour (1/64) A. Cornet |                   |                   |       | 1er tour (1/32) E. Bouchard | 1er tour (1/32) E. Bouchard |            |           |           |           |           |

Sous le résultat, l’ultime adversaire.

## Parcours en Fed Cup
| #                                                                       | Date       | Lieu  | Surface    | Gagnante(s)                   | Perdante(s)                | Score         |          |
| ----------------------------------------------------------------------- | ---------- | ----- | ---------- | ----------------------------- | -------------------------- | ------------- | -------- |
|                                                                         |            |       |            |                               |                            |               |          |
| 2017 - 1er tour (groupe mondial) - Biélorussie - Pays-Bas : 4 : 1       |            |       |            |                               |                            |               |          |
| 1                                                                       | 11/02/2017 | Minsk | Dur (int.) | Olga Govortsova Vera Lapko    | Cindy Burger Arantxa Rus   | 6-4, 6-2      | Parcours |
|                                                                         |            |       |            |                               |                            |               |          |
| 2017 - 1/2 finale (groupe mondial) - Biélorussie - Suisse - 3 : 2       |            |       |            |                               |                            |               |          |
| 2                                                                       | 22/04/2017 | Minsk | Dur (int.) | Belinda Bencic Martina Hingis | Olga Govortsova Vera Lapko | 6-0, 6-1      | Parcours |
|                                                                         |            |       |            |                               |                            |               |          |
| 2018 - 1/4 de finale (groupe mondial) - Biélorussie - Allemagne - 2 : 3 |            |       |            |                               |                            |               |          |
| 3                                                                       | 10/02/2018 | Minsk | Dur (int.) | Tatjana Maria                 | Vera Lapko                 | 6-4, 5-7, 6-0 | Parcours |

## Classements WTA en fin de saison
| Année          | 2015 | 2016 | 2017 | 2018 | 2019 | 2020 | 2021 | 2022 | 2023 |
| Rang en simple | 590  | 318  | 131  | 65   | 325  | 293  | 366  | 291  | 738  |
| Rang en double | 703  | 283  | 102  | 97   | 220  | 304  | 235  | 546  | –    |

Source : (en) Classements de Vera Lapko sur le site officiel de la Fédération internationale de tennis